# Sergiy Gladyr
Sergiy Viktorovich Gladyr (Mykolaiv, 17 de octubre de 1988) es un exjugador ucraniano de baloncesto que actualmente ejerce como entrenador asistente en el AS Mónaco Basket de la Pro A. Con 1,96 metros de altura juega en la posición de alero. Es internacional absoluto con Ucrania.

## Trayectoria deportiva

### Inicios
Era uno de los grandes talentos europeos de su generación. Formado en la cantera del club de su ciudad, el MBC Mykolaiv, ya formaba parte del primer equipo en el 2005 con tan sólo 17 años. En Mykolaiv jugó la Eurochallenge.
En la temporada 2007-2008 en la Superliga de baloncesto de Ucrania, promedió 15,1 puntos, 4,3 rebotes, 1,3 asistencias y 1,4 robos de balón en 21 partidos, además de un extraordinario 47% en triples, y un 90% en tiros libres mientras que en Play-Offs sus números fueron de 15,4 puntos, 3,6 rebotes, 2,8 asistencias y 2,6 robos en 5 partidos. 
En la siguiente temporada, la 2008-2009, sus números subieron y promedió 16,3 puntos (36% en triples), 4,4 rebotes, 2,4 asistencias y 1,4 robos de balón en 25 partidos de liga. En su última temporada en Mykolaiv le anotó 36 puntos al Khimik-OPZ Yuzhny, yendo al tiro libre en 19 ocasiones y ayudó al equipo a quedar en 5.ª posición en liga. Participó en el All Star de la Superliga de baloncesto de Ucrania en 2009 metiendo 24 puntos y, repartiiendo 9 asistencias, además de ser el campeón del concurso de triples tras derrotar en la final a Manuchar Markoishvili.
Participó en el Reebok Eurocamp de Treviso en 2009. Fue elegido en la cuadragésimo novena posición del Draft de la NBA de 2009 por Atlanta Hawks.

### España
Tras hacer unas excelentes campañas en el MBC Mykolaiv, sobre todo las dos últimas, el Assignia Manresa de la ACB se fijó en él y en julio de 2009 se anunció su fichaje por tres años por el conjunto de la capital del Bagues, dando así el salto a una liga tan potente como la española. Participó en el Concurso de triples ACB de 2009, perdiendo en la final ante Pedro Robles. En su primera temporada en Manresa jugó 31 partidos con unos promedios de 9 puntos (33% de tres), 2 rebotes, 1 asistencia y 1 robo de balón en 20 min de media. Sus mejores partidos esta temporada fueron:
-Saski Baskonia, donde hizo 24 puntos (5-9 de tres), cogió un rebote, dio una asistencia, provocó 5 faltas y robó un balón para 20 de valoración.
-Club Baloncesto Gran Canaria, donde hizo 22 puntos (5-7 de tres), cogió un rebote y provocó 3 faltas para 19 de valoración.
-Club Baloncesto Sevilla, donde hizo 22 puntos (3-6 de tres y 7 de 7 de TL), cogió un rebote, dio una asistencia, provocó 3 faltas y robo un balón para 17 de valoración.
Jugó la NBA Summer League de 2010 con Atlanta Hawks, donde en 5 partidos hizo 3,2 puntos de media. Ganó el Concurso de triples ACB de 2010, derrotando en la final a Jimmy Baron. En su segunda temporada en Manresa jugó 31 partidos con unos promedios de 8 puntos (35% de tres), 3 rebotes, 1 asistencia y 1 robo de balón en 21 min de media. Sus mejores partidos esta temporada fueron:
-Baloncesto Fuenlabrada, donde hizo 11 puntos (1-4 de tres), cogió 7 rebotes, dio 2 asistencias, provocó 5 faltas y robó un balón para 20 de valoración.
-Valencia Basket, donde hizo 24 puntos (4-7 de tres), cogió un rebote, dio 2 asistencias, robó 2 balones y provocó 7 faltas para 27 de valoración.
-Club Baloncesto Estudiantes, donde hizo 20 puntos (3-5 de tres y 9 de 11 de TL), cogió 3 rebotes y provocó 6 faltas para 22 de valoración.
En su tercera temporada jugó 32 partidos con unos promedios de 8,4 puntos (36% de tres), 3 rebotes, 1,3 asistencias y 1 robo de balón en 21 min de media. Sus mejores partidos esta temporada fueron:
-San Sebastián Gipuzkoa Basket Club, donde hizo 22 puntos (5-9 de tres, 5-6 TL), cogió 5 rebotes, dio 2 asistencias y provocó 7 faltas para 20 de valoración.
-Saski Baskonia, donde hizo 18 puntos (4-8 de tres), cogió 3 rebotes, dio 4 asistencias y provocó 2 faltas para 18 de valoración.
-Club Baloncesto Estudiantes, donde hizo 19 puntos (6-9 de tres), cogió 6 rebotes, robó un balón y provocó 2 faltas para 20 de valoración.
Tras no renovar con el Manresa, fichó para la temporada 2012-2013 por el Mad-Croc Fuenlabrada. Fue por segunda vez campeón del Concurso de triples ACB, al derrotar en la final a Rafa Martínez. En Fuenlabrada jugó 26 partidos con unos promedios de 9,3 puntos (42% de tres), 2,6 rebotes, 1 asistencia y 1 robo de balón en 21 min de media. Sus mejores partidos esta temporada fueron:
-San Sebastián Gipuzkoa Basket Club, donde hizo 20 puntos (4-7 de tres, 6-7 TL), cogió 4 rebotes, dio una asistencia, provocó 6 faltas y robó 3 balónes para 26 de valoración.
-Bàsquet Manresa, donde hizo 19 puntos (2-4 de tres, 9-9 TL), cogió 2 rebotes, dio una asistencia, robó 2 balones y provocó 6 faltas para 20 de valoración.
-Club Baloncesto Sevilla, donde hizo 18 puntos (4-9 de tres), cogió 5 rebotes, dio 2 asistencias, robó un balón y provocó 2 faltas para 20 de valoración.

### Francia
Tras cinco años en España y después de cuajar un gran Eurobasket 2013, firmó en octubre de 2013 por el JSF Nanterre francés para la temporada 2013-2014. Con el conjunto galo jugó Euroliga, en la que su equipo fue relegado a la Eurocup tras quedar penúltimos en la fase de grupos del Grupo A con un balance de 3 victorias y 7 derrotas, y se proclamó campeón de la Copa de baloncesto de Francia en 2014. En 19 partidos en la Pro A, promedió 9,7 puntos (40% en triples), 3,4 rebotes, 2,4 asistencias y 1,2 robos de balón, en 5 partidos en la Euroliga promedió 6,4 puntos, 3 rebotes, 1,2 asistencias y 1,2 robos de balón, y en 8 partidos en la Eurocup 2013-14 promedió 11,6 puntos (44% en triples), 3,8 rebotes y 1,5 asistencias. 
Participó en la NBA Summer League de 2013 con Atlanta Hawks promediando 1,5 puntos en los 2 partidos que jugó.
Fichó por el SLUC Nancy para la temporada 2014-2015. En 28 partidos de liga con Nancy promedió 11,7 puntos, 3,4 rebotes, 1,8 asistencias y 1,6 robos de balón en 26 min de media, mientras que en 5 partidos de play-offs, promedió 14,4 puntos (50% en triples), 3,8 rebotes, 3 asistencias y 2 balones robados en 33 min de media. En la Eurocup 2014-15 promedió 11 puntos, 3,1 rebotes, 1,9 asistencias y 1 robo de balón en 16 partidos jugados.
En agosto de 2015 se anunció su fichaje por el İstanbul Büyükşehir Belediyespor (baloncesto) turco, pero le rescindieron el contrato tras no pasar el reconocimiento médico. El 9 de septiembre, el recién ascendido AS Mónaco Basket anunció su fichaje para la temporada 2015-2016.

## Selección nacional
Es internacional absoluto con la Selección de baloncesto de Ucrania desde el año 2008. 
Con las categorías inferiores jugó el Europeo Sub-18 en Amaliada donde Ucrania finalizó en 16.ª posición. Promedió 17,3 puntos (39% en triples), 3,4 rebotes, 1,3 asistencias y 1,4 robos de balón en 7 partidos, el Europeo Sub-20 División B en Varsovia, donde se colgó la plata y el Europeo Sub-20 de Riga, donde Ucrania finalizó en 8.ª posición, promediando 17,1 puntos (43% en triples, 84% en TL), 3,8 rebotes, 2,4 asistencias y 1,2 robos de balón en los 8 partidos que jugó.
Debutó con la absoluta en 2008, en la fase de clasificación para el Eurobasket 2009, donde  no Ucrania se clasificó al quedar última del Grupo C con un balance de 1 victoria y 5 derrotas. Promedió 4,7 puntos, 2,4 rebotes y 1 asistencia en 9 partidos jugados. No participó en el Eurobasket 2011 celebrado en Lituania, aunque su selección si estaba clasificada.
Jugó la fase de clasificación para el Eurobasket 2013, al que Ucrania se clasificó tras quedar segunda del grupo C con un balance 6 victorias y 2 derrotas. Promedió 12,4 puntos (39% en triples), 4,4 rebotes, 3,6 asistencias en 8 partidos jugados. Fue el máximo anotador de su selección.
Participó en el Eurobasket 2013 celebrado en Eslovenia, donde Ucrania quedó en una meritoria 6.ª posición, tras quedar segunda del Grupo A en la fase de grupos con 4 victorias y tan sólo 1 derrota. Fue el segundo máximo anotador de su selección solo por detrás de Pooh Jeter. Promedió 12 puntos, 5 rebotes y 1,5 asistencias en 11 partidos jugados.
Jugó el Mundial 2014 celebrado en España, al que Ucrania se clasificó tras quedar entre los seis primeros en el Eurobasket. En esta cita Ucrania quedó en 18.ª posición, tras no pasar la fase de grupos al quedar quinta del Grupo C con un balance de 2 victorias y 3 derrotas. Gladyr solo pudo jugó 3 partidos de los 5 por una inoportuna lesión, promediando 6 puntos (57% en triples), 1 rebote y 1 asistencia en esos 3 partidos.
Una lesión de rodilla le impidió disputar el Eurobasket 2015.